# 北园站
北园站是一个邯济铁路和济南铁路上的铁路车站，位于山东省济南市天桥区，建于1983年，目前为四等站，邮政编码为250032。目前客运：不办理旅客乘降；行李托运；不办理包裹托运；货运：办理整车、零担货物发到；不办理整车爆炸品及整车一级氧化剂发到。